# António de Oliveira Salazar

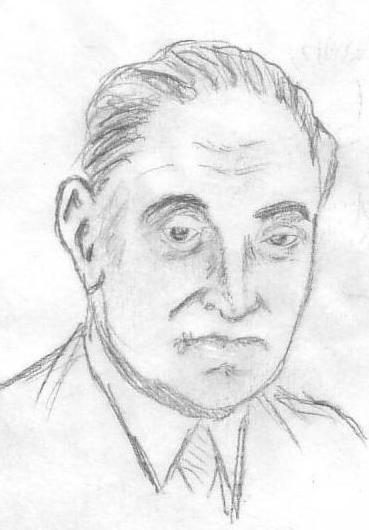
António de Oliveira Salazar

António de Oliveira Salazar (Vimiero, 1889. április 28. – Lisszabon, 1970. július 27.) pénzügyi szakember, politikus, Portugália diktatórikus hatalmú miniszterelnöke 1932-től 1968-ig. Nevéhez fűződik az autoriter Estado Novo rendszer kialakítása, országa gazdaságának konszolidálása, majd a gyarmatok megtartásáért vívott kétségbeesett háború és az ezt követő gazdasági válság.

## Ifjúkor, tanulmányok
Salazar a Coimbrától nem messze fekvő Santa Comba Dão nevű kisvároshoz tartozó Vimieróban született egy számadótiszt gyermekeként. Papnak készült, Viseuban egyházi iskolába járt, majd Coimbrában végezte el az egyetemet 1914-ben. Hamarosan ugyanitt politika-gazdasági előadó lett. Bár pappá nem szentelték, mindvégig aszkétikus életvitelt folytatott. Mélyen vallásos lévén kezdettől fogva az 1910-ben kikiáltott, szekularizációt és egyéb egyházellenes intézkedéseket foganatosító köztársaság ellenzői közé tartozott.

## Politika keresztényszocialista alapokon
A tanárként is aktívan politizáló Salazart az 1921-es választásokon a Katolikus Centrumpárt színeiben beválasztották a Nemzetgyűlésbe (Assemblia Nacional), ám helyét nem foglalta el, ugyanis hasztalannak gondolta az ilyesféle politizálást. 1926-ban Gomes da Costa tábornok katonai puccsot hajtott végre, ám uralma nem volt tartós: magas rangú tisztek váltogatták egymást az államfői poszton, és a királyságot sem restaurálták. Salazar 1926 júniusában az egyik ilyen tiszt, José Mendes Cabeçadas kormányának pénzügyminisztere volt, de mindössze öt napig viselte a tisztséget: látva, hogy milyen labilis a vezető körök helyzete, visszavonult Coimbrába, és a Novidades című katolikus lap hasábjain 1927 decembere és 1928 januárja között cikksorozatban kritizálta a katonai kormányzat 12 millió fontnyi népszövetségi hitelkérelmét.

## Salazar, a pénzügyi mágus
1928 márciusában Óscar Carmona tábornok mint államfő, a republikánus José Vicente de Freitas őrnagyot nevezte ki kormányfővé, aki Salazart hívta meg a pénzügyminiszteri posztra. A tekintélyes szakember kemény feltételekkel volt hajlandó elfoglalni a tárcát: gyakorlatilag teljes felügyeletet gyakorolhatott minden minisztérium költségvetése felett. Centralizált monetáris politikájával, a bevételi források növelésével és a kiadások csökkentésével hamarosan sikereket ért el. Egyensúlyba hozta az államháztartást, sőt hosszú idő után először Portugália pozitív mérleggel zárhatta az évet intézkedéseinek köszönhetően.
Salazar a Freitas után kinevezett Artur Ivens Ferraz és az őt követő Domingos Oliveria kormányában is megőrizte a pénzügyminiszteri tárcát. Első sikeres évétől kezdve egyre inkább ő tűnt a káosz egyetlen lehetséges megoldójának. Tekintélye nemsokára beárnyékolta a jelentéktelen katonai kormányokét is, és lassanként kiformálódott támogatóinak tábora. Az egyház benne látta a köztársasági antiklerikalizmus szétzúzóját, a nagytőkések rengeteg hasznot húztak gazdasági stabilizációjából, az értelmiség és a katonaság egy része pedig azonosult antiliberális, antikommunista, autoriter nézeteivel.

## Portugália diktátora
Salazar pénzügyminiszterként hosszú távú politikai terveket is kovácsolt, és elképzeléseit egy erős, tekintélyelvű államról már 1930-ban felvázolta beszédeiben. A hadsereg elfogadta, és Oliveira tábornok kormányának lemondásakor, 1932. július 5-én Carmona elnök Salazart tette meg kormányfőnek. Az új miniszterelnök 1933-ban új, korporativista szellemiségű alkotmányt adott ki, amivel megteremtette az „Új Államot” (Estado Novo), melynek 35 éven át maradt teljhatalmú ura.

## A PortugálEstado Novo
Az új alkotmány értelmében a miniszterelnök – Salazar – csak az államelnöknek volt felelős, noha valójában ő irányította az országot. (Egyébként miniszterelnöksége alatt hárman töltötték be a köztársasági elnöki hivatalt: Carmona 1951-ben bekövetkezett haláláig, az önállósodni kívánó Francisco Craveiro Lopes 1958-ig, majd Américo Tomás, aki 1974-ig, a rendszer bukásáig maradt hivatalban.) Miniszterelnöksége mellett a spanyol polgárháború és a második világháború idején ő viselte a kül- és hadügyminiszteri hivatalt is.
Csak egy párt, a Salazar vezette Nemzeti Unió (União Nacional) működését engedélyezték, bár ennek sem volt jelentős beleszólása az egyszemélyi uralomba. Rendszeresen tartottak ellenzék nélküli választásokat. Portugáliában a nők ekkor nyerték el a – valójában értéktelen – szavazati jogot. A parlament eljelentéktelenedett. Létrejött a Korporációk Kamarája, ami olasz fasiszta mintára a gazdaság különféle ágazatainak dolgozóit, munkaadóit és értelmiségijeit tömörítette a független szakszervezetek helyett.
Az ellenzéket a politikai rendőrség (Polícia Internacional e de Defesa do Estado- PIDE) felügyelte. Bár Salazar rezsimjét szokás fasisztának bélyegezni, ő maga soha nem tekintette magát ilyennek, és be is tiltotta a Benito Mussolini eszméivel rokonszenvező Nemzeti Szindikalizmust. A vezető politikai csoportnak nem volt egységes ideológiája, bár a világháború végéig használatban voltak különféle fasiszta-náci szimbólumok és gesztusok (például karlendítéses köszönés). Valójában az egész Új Állam irányítása egy személyben Salazar kezében összpontosult, az ő elképzelései alkották a hivatalos ideológiát.
A világháború után Salazar látszólag demokratizálta rendszerét, de az egyetlen ellenzéki egységszervezettel, a Demokratikus Egységmozgalommal (Movimento de Unidade Democrática) szemben végig megmaradt a kormány fölénye. Mindössze az 1958-as elnökválasztásokon forgott veszélyben a salazari fölény, amikor a leváltását kilátásba helyező Humberto Delgado tábornok 25%-ot ért el a népszavazáson. Ekkor új rendeletekkel erősítették meg a miniszterelnök jelöltje, Américo Tomás fölényét. A korábbi köztársasági elnök, Lopes a honvédelmi miniszterrel, Júlio Botelho Monizzal és más elégedetlen katonatisztekkel puccsot kísérelt meg a miniszterelnök ellen 1961-ben, de a rosszul előkészített szervezkedést idejekorán felszámolták. Az egyházzal ápolt jó kapcsolatok a hatvanas évekre megromlottak, mivel Salazar is csak mérsékelt engedményeket tett a katolikusoknak.
Salazar országlásának kétségtelen eredménye volt, hogy sikerült rendeznie a portugál állam pénzügyi helyzetét, ugyanakkor ennek az volt az ára, hogy az ország lakói rendkívüli szegénységben éltek. A szigorú gazdasági intézkedések elsősorban a parasztságot és a munkásokat terhelték, a nagytőkések viszont meggazdagodtak. A munkaerő olcsóságát kihasználva jelentős mennyiségű külföldi tőke települt az országba.

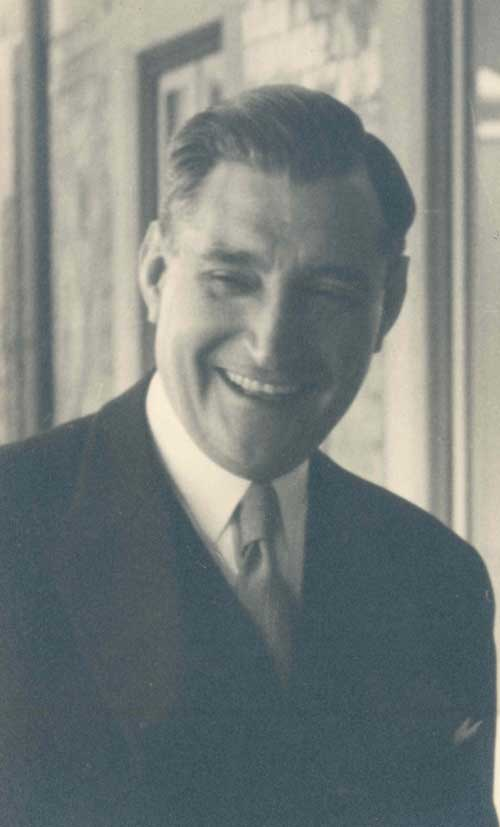
António de Oliveira Salazar portugál miniszterelnök 1939-ben.
Francisco Higino Craveiro Lopes (1894-1964) tábornok, portugál köztársasági elnök (1951-1958).

## Salazar külpolitikája
Nem utolsósorban gazdaságpolitikájának köszönhetően az Új Állam fennállása során jó kapcsolatokat ápolt minden nagyhatalommal, a kommunista Szovjetunió kivételével. A szomszédos Spanyolországban zajló polgárháború idején (1936–1939) a portugál kormányzat – bár aláírta a be nem avatkozási egyezményt – egyértelműen a nemzetiek mellé állt: nemcsak megtagadta a független külföldi megfigyelők Portugáliába jövetelét, hanem német és olasz csapatokat, körülbelül 20 000 portugál önkéntest, illetve anyagi természetű utánpótlást is szállított Franco seregének. A menekülő köztársaságiakat sem fogadta be.
A második világháború kezdetén Salazar a semlegességet választotta, és 1939-ben ő terjesztette a Caudillo elé a kölcsönös védelemről és semlegességről szóló Ibériai Paktumot. Bár voltak radikális portugál csoportok, amelyek előnyösnek ítélték Portugália részvételét a tengelyhatalmak oldalán Nagy-Britannia ellen, és Salazar is a Tengely erőivel szimpatizált, hadba lépésre mégsem került sor. Ebben szerepe volt, hogy 1941–1945 között a japán haderő megszállva tartotta Makaó és Kelet-Timor portugál gyarmatokat. A német vereségeket látva, 1943-ban Salazar felajánlotta az Azori-szigeteket flotta-támaszpontul a szövetséges erőknek, és a portugál gyarmatokon kibányászott krómot és rezet is rendelkezésükre bocsátotta, de nem üzent hadat a tengelyhatalmaknak. A holokauszt idején körülbelül százezer zsidó lelt menedékre Portugáliában.
1949-ben Portugália a NATO tagja lett. Az ENSZ-be viszont csak 1955-ben léphetett be, addigi kísérleteit a Szovjetunió, mint állandó tag, megvétózta.

## Gyarmati háborúk
Portugália semlegességét egyfelől a hagyományosan jó brit-portugál kapcsolatok, másfelől pedig Salazar gyarmatokra támaszkodó gazdaságpolitikája indokolta. A 20. század közepéig portugál kézben voltak az Azori-szigetek, Madeira, a Zöld-foki-szigetek, São Tomé és Príncipe, Angola (és Cabinda), Portugál Guinea (ma Bissau-Guinea), Mozambik, Indiában Goa, Damão és Diu, illetve Makaó Kínában, és Kelet-Timor Indonéziában, azaz a kisebbik ibériai ország a világ harmadik legnagyobb gyarmattartója volt. Salazar igyekezett önellátásra ösztökélni a gyarmatokat, miközben nagy hasznot húzott az ott termelt árucikkek eladásából. Mivel létfontosságú volt az ország számára a gyarmatbirodalom, nem vette figyelembe az 1960-as ENSZ-határozatot a gyarmatok kiürítéséről, helyette tartományokká szervezte át a területeket.
1961-ben az indiai haderő elfoglalta a helyi portugál telepeket. Ezzel párhuzamosan az afrikai gyarmatokon is felélénkültek a függetlenségi mozgalmak, amiket a helyi, minimálisan ellátott adminisztráció nem tudott kezelni. Salazar úgy döntött, hogy az ENSZ és a NATO tiltakozása ellenére minden áron megakadályozza a gyarmatok felszabadulását, és rengeteg pénzt ölt abba, hogy a portugál haderő jelentős részét (1974-re mintegy 80%-át, kb. 140 000 embert) Afrikába helyezve fenntartsa a rendet. Ez többé-kevésbé sikerült is, ám az államháztartás igencsak megsínylette a háborús kiadásokat, melyek végül elérték az éves GDP 40%-át. A gyarmati háborúk Salazar halála után, a hetvenes években értek véget, miután az új portugál vezetés az afrikai gyarmatok feladása mellett döntött.

Portugál India (Estado da Índia, azaz Goa, Damão és Diu) címere.
Portugál Angola címere.
Portugál Mozambik címere.
Portugál Guinea címere.
Portugál São Tomé és Príncipe címere.
A Zöld-foki szigetek portugál gyarmati címere.
Portugál Makaó gyarmati címere.
Portugál Timor címere.

## Salazar halála, azEstado Novovége
1968. augusztus 3-án a teljhatalmú miniszterelnök egy otthoni baleset következtében súlyos agykárosodást szenvedett, így Tomás köztársasági elnök kénytelen volt leváltani 1968. szeptember 27-én. Jellemző, hogy ezt a tényt magával Salazarral nem merték közölni, így 1970-ben úgy halt meg, hogy azt hitte, még mindig ő Portugália teljhatalmú miniszterelnöke. A helyére Américo Tomás a Nemzeti Unió egy mérsékeltebb irányvonalat képviselő politikusát, a korporativista alkotmány egyik kidolgozóját, Marcello Caetanót nevezte ki kormányfőnek. Salazar magatehetetlen állapotban kórházban élte le élete utolsó másfél évét.
Az Estado Novo „hivatalosan” 1974. április 25-én ért véget, amikor a hadsereg a lakosság támogatásával átvette a hatalmat a "szegfűs forradalom" (Revolução dos Cravos) során. Ezután Marcello Caetano kormányfő és Américo Tomás köztársasági elnök Brazíliába menekültek, Caetano (Rio de Janeiróban halt meg 1980-ban), a hatalmat pedig egy héttagú katonai junta, a Nemzeti Megmentés Tanácsa (Junta de Salvação Nacional) vette át, António de Spínola tábornok vezetésével.
Végül számos politikai fordulatot, katonai, valamint jobb- és baloldali puccskísérletet követően – 18 évvel Salazar balesete után –, 1986-ban egy civil politikust, Mário Soarest választották meg Portugália köztársasági elnökének, ezzel mintegy befejezve a demokratikus átmenetet.

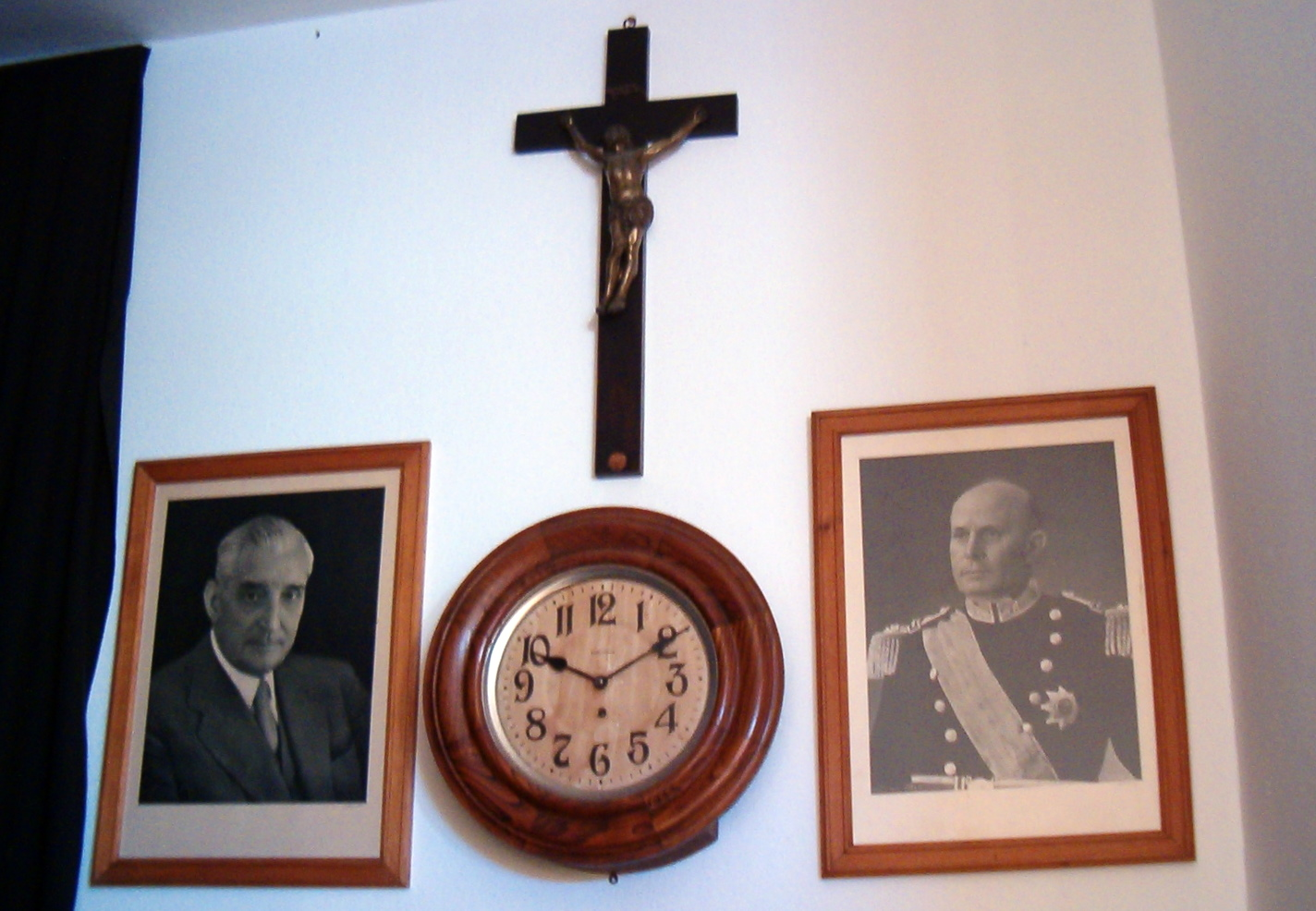
Az iskolai tantermek kötelező elemei Salazar alatt: feszület, valamint a teljhatalmú miniszterelnök és az államfő, Américo Tomás hivatalos portréi.
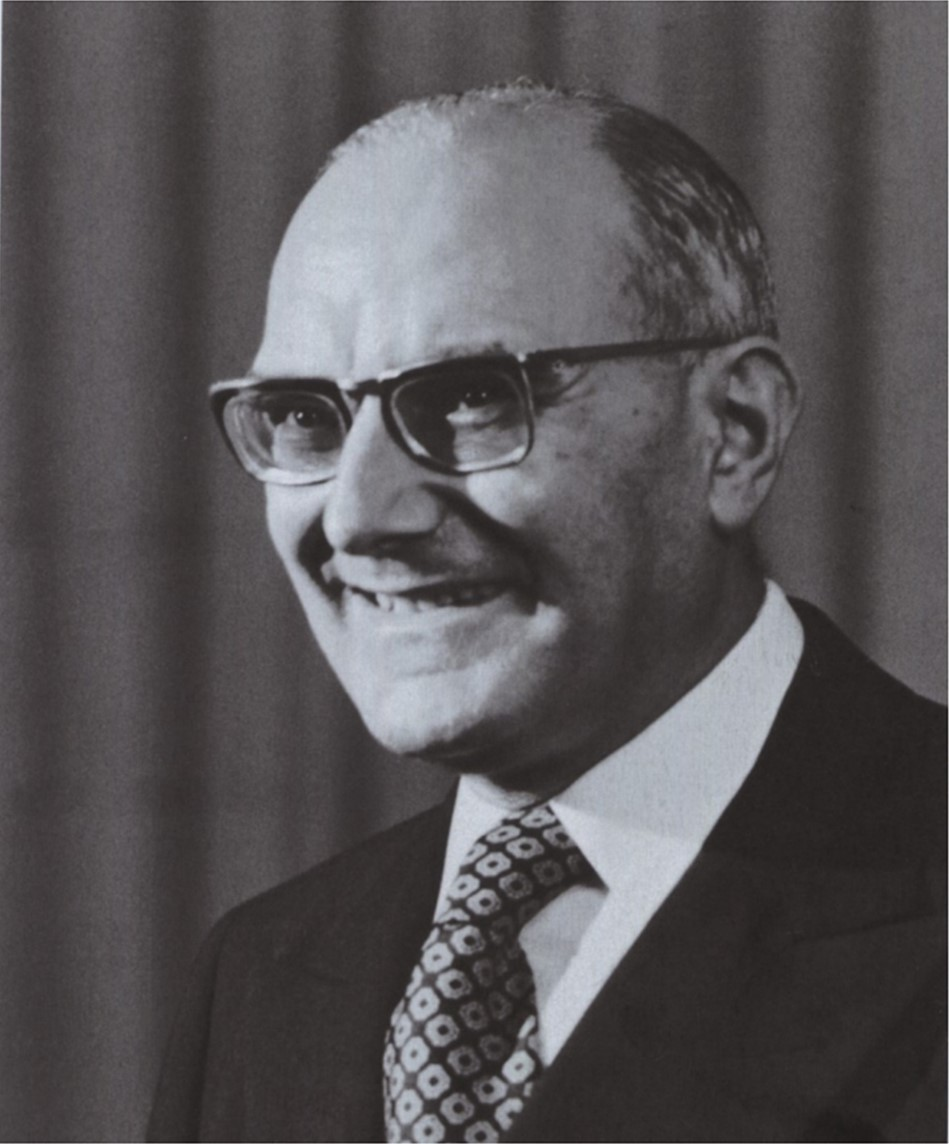
Marcello Caetano (1906-1980) Portugália miniszterelnöke (1968-1974).

## Művei magyarul
- Békés forradalom; ford. Lovass Gyula, előszó Teleki Pál; Athenaeum, Bp., 1940
- Békés forradalom; ford. Lovass Gyula, előszó Teleki Pál, tan. Ottlik György; Athenaeum, Bp., 1941